# Eleições estaduais em Sergipe em 1966
As eleições estaduais em Sergipe em 1966 ocorreram em duas fases conforme previa o Ato Institucional Número Três e assim a eleição indireta do governador Lourival Batista e do vice-governador Manuel Cabral foi em 3 de setembro e a escolha do senador Leandro Maciel, sete deputados federais e trinta e dois estaduais aconteceu em 15 de novembro sob regras vigentes para os 22 estados brasileiros.
Baiano de Entre Rios, o governador Lourival Batista é formado em Medicina em 1942 pela Universidade Federal da Bahia. Na condição de primeiro tenente do Exército Brasileiro, prestou serviços à Força Expedicionária Brasileira durante a Segunda Guerra Mundial e após o conflito prestou serviços em São Cristóvão e Aracaju antes de ingressar na política como deputado estadual pela UDN em 1947. Eleito prefeito de São Cristóvão em 1950, integrou a diretoria da Associação Brasileira de Municípios e ao final do mandato foi assessor do governador Leandro Maciel até eleger-se deputado federal em 1958 e 1962 chegando agora ao governo de Sergipe pela ARENA. A cadeira de vice-governador ficou vaga em 1970 com a renúncia de Manuel Cabral para assumir uma vaga no Tribunal de Contas do Estado de Sergipe, corte criada no governo Lourival Batista.
Com a posterior renúncia de Lourival Batista para disputar uma cadeira de senador, o poder foi entregue interinamente ao deputado Wolney de Melo até a escolha do governador João Garcez e do vice-governador Manuel Paulo Vasconcelos a fim de governarem os sergipanos por nove meses.
Vitorioso na eleição para senador, o engenheiro civil Leandro Maciel é formado pela Universidade Federal da Bahia e trabalhou no Ministério de Viação e Obras Públicas na Paraíba e no Rio de Janeiro até assumir a direção do Departamento de Obras Públicas no governo Manuel Dantas, cargo que manteve mesmo após a queda do governador por conta da Revolução de 1930. Eleito deputado federal em 1930, 1933 e 1934, renunciou após ser eleito senador em 1935 pela Assembleia Legislativa de Sergipe, não obstante a extinção de seu mandato pelo Estado Novo. Natural de Rosário do Catete, ele ficou longe da política até o ingresso na UDN e sua eleição para deputado federal em 1945 e 1950. Neste último ano, graças ao mecanismo da "dupla candidatura", perdeu a eleição para governador num confronto com Arnaldo Garcez. Eleito governador em 1954, Leandro Maciel foi escolhido candidato a vice-presidente na chapa de Jânio Quadros, mas renunciou antes das eleições de 1960 em favor de Milton Campos e no curto governo Jânio Quadros presidiu o Instituto do Açúcar e do Álcool. Em 1962 perdeu a eleição para governador para Seixas Dória, que seria deposto pelo Regime Militar de 1964. Filiado à ARENA, retornou ao Senado Federal em 1966 ocupando uma cadeira que pertenceu ao seu pai, Leandro Ribeiro de Siqueira Maciel.

## Resultado da eleição para governador
Tal encargo ficou nas mãos da Assembleia Legislativa de Sergipe numa sessão presidida pelo deputado Durval Militão.
| Candidatos a governador do estado | Candidatos a vice-governador | Número | Coligação             | Votação | Percentual |
| --------------------------------- | ---------------------------- | ------ | --------------------- | ------- | ---------- |
| Lourival Batista ARENA            | Manuel Cabral ARENA          | -      | ARENA (sem coligação) | 31      | 96,88%     |
| Fontes:                           |                              |        |                       |         |            |

## Resultado da eleição para senador
Dados reproduzidos conforme o acervo do Tribunal Superior Eleitoral que apurou 134.551 votos nominais (90,53%), 8.098 votos em branco (5,45%) e 5.968 votos nulos (4,02%), resultando no comparecimento de 148.617 eleitores.
| Candidatos a senador da República | Candidatos a suplente de senador       | Número | Coligação             | Votação | Percentual |
| --------------------------------- | -------------------------------------- | ------ | --------------------- | ------- | ---------- |
| Leandro Maciel ARENA              | Gonçalo Rollemberg da Cruz Prado ARENA | -      | ARENA (sem coligação) | 77.867  | 57,87%     |
| Oviêdo Teixeira MDB               | Lucilo Costa Pinto MDB                 | -      | MDB (sem coligação)   | 56.684  | 42,13%     |
| Fontes:                           |                                        |        |                       |         |            |

## Deputados federais eleitos
São relacionados os candidatos eleitos com informações complementares da Câmara dos Deputados.

Representação eleita
  ARENA: 6
  MDB: 1

| Deputados federais eleitos | Partido | Votação | Percentual | Cidade onde nasceu | Unidade federativa |
| Augusto Franco             | ARENA   | 21.360  |            | Laranjeiras        | Sergipe            |
| Arnaldo Garcez             | ARENA   | 13.696  |            | Itaporanga d'Ajuda | Sergipe            |
| José Carlos Teixeira       | MDB     | 13.225  |            | Itabaiana          | Sergipe            |
| Raimundo Diniz             | ARENA   | 12.825  |            | Aracaju            | Sergipe            |
| João Machado Rollemberg    | ARENA   | 12.496  |            | Japoatã            | Sergipe            |
| Luís Garcia                | ARENA   | 12.278  |            | Rosário do Catete  | Sergipe            |
| Passos Porto               | ARENA   | 8.899   |            | Itabaiana          | Sergipe            |
| Fontes:                    |         |         |            |                    |                    |

## Deputados estaduais eleitos
Das trinta e duas cadeiras na Assembleia Legislativa de Sergipe a ARENA levou vinte e seis e o MDB seis.

Representação eleita
  ARENA: 26
  MDB: 6

| Deputados estaduais eleitos | Partido | Votação | Percentual | Cidade onde nasceu       | Unidade federativa |
| Djenal Queiroz              | ARENA   | 4.788   | 3,22%      | Frei Paulo               | Sergipe            |
| Albano Franco               | ARENA   | 3.819   | 2,56%      | Aracaju                  | Sergipe            |
| Gilton Garcia               | ARENA   | 3.753   | 2,52%      | Aracaju                  | Sergipe            |
| José dos Santos Mendonça    | ARENA   | 3.441   | 2,31%      | Barra dos Coqueiros      | Sergipe            |
| Cleonâncio Fonseca          | ARENA   | 3.314   | 2,22%      | Boquim                   | Sergipe            |
| Fernando Ribeiro Franco     | ARENA   | 3.206   | 2,15%      | Aracaju                  | Sergipe            |
| Francisco Teles de Mendonça | ARENA   | 3.202   | 2,15%      | Itabaiana                | Sergipe            |
| Francisco Vieira da Paixão  | ARENA   | 3.121   | 2,10%      | Campo do Brito           | Sergipe            |
| Leandro Maciel              | ARENA   | 3.077   | 2,07%      | Rosário do Catete        | Sergipe            |
| Rosendo Ribeiro             | ARENA   | 2.939   | 1,97%      | Lagarto                  | Sergipe            |
| Francisco Passos            | ARENA   | 2.844   | 1,91%      | Ribeirópolis             | Sergipe            |
| Oseas Cavalcanti Batista    | ARENA   | 2.715   | 1,82%      | Cristinápolis            | Sergipe            |
| Aloísio Tavares Santos      | ARENA   | 2.672   | 1,79%      | Nossa Senhora do Socorro | Sergipe            |
| João Valeriano dos Santos   | ARENA   | 2.658   | 1,78%      | Porto da Folha           | Sergipe            |
| Heráclito Rollemberg        | ARENA   | 2.648   | 1,78%      | Laranjeiras              | Sergipe            |
| José Matos Valadares        | ARENA   | 2.645   | 1,77%      | Simão Dias               | Sergipe            |
| Pedro Batalha de Gois       | ARENA   | 2.585   | 1,73%      | Aracaju                  | Sergipe            |
| Francisco de Melo Novaes    | ARENA   | 2.398   | 1,61%      | Cedro de São João        | Sergipe            |
| Antônio Conde Sobral        | ARENA   | 2.299   | 1,54%      | Canhoba                  | Sergipe            |
| José Antônio Pereira        | ARENA   | 2.282   | 1,53%      | Salgado                  | Sergipe            |
| Antônio Torres Júnior       | ARENA   | 2.257   | 1,51%      | São Cristóvão            | Sergipe            |
| Francisco Leite Filho       | ARENA   | 2.142   | 1,44%      | Riachuelo                | Sergipe            |
| Horácio de Góis             | ARENA   | 2.092   | 1,40%      | Riachão do Dantas        | Sergipe            |
| Wolney Leal de Melo         | ARENA   | 2.081   | 1,40%      | Aracaju                  | Sergipe            |
| Cândido Dortas Mendonça     | ARENA   | 2.044   | 1,37%      | Simão Dias               | Sergipe            |
| Aerton Menezes Silva        | ARENA   | 1.972   | 1,32%      | Aracaju                  | Sergipe            |
| Edson Mendes de Oliveira    | MDB     | 1.834   | 1,23%      | Capela                   | Sergipe            |
| Núbia Nabuco Macedo         | MDB     | 1.787   | 1,20%      | Estância                 | Sergipe            |
| Jaime de Araújo Andrade     | MDB     | 1.586   | 1,06%      | Frei Paulo               | Sergipe            |
| José Baltazarino dos Santos | MDB     | 1.482   | 0,99%      | Itabaiana                | Sergipe            |
| Octávio Martins Penalva     | MDB     | 1.378   | 0,92%      | Ilhéus                   | Bahia              |
| Carlito Pereira de Melo     | MDB     | 1.185   | 0,79%      | Poço Redondo             | Sergipe            |
| Fontes:                     |         |         |            |                          |                    |